# Кеерба
Кеерба (ест. Keerba), також Керба, Кербя, Кербіно, Кярбя — село в Естонії, входить до складу волості Меремяе, повіту Вирумаа.